# 정규재뉴스
《정규재뉴스》는 한국경제신문이 지원하고 정규재가 진행하는 대한민국의 인터넷 팟캐스트이다. 대한민국의 정치·경제 등 국내문제와 대한민국에 영향을 끼치는 세계 정세 등 폭넓은 주제를 뉴스 형식으로 보도한 뒤 여기에 대한 논평과 해설을 제공하고 있다. 2012년 2월 13일 1인 《정규재TV》 타이틀로 방송을 시작하였으며 2015년 7월 1일부터 뉴스보도 형식을 가미하여 정규재뉴스로 확대 개편하였다. 동년 9월부터 유료제로 전환하였다가 16년 총선 이후 무료로 전환

## 상세
기본 정치관은 자유주의와 시장경제 원칙을 기초로 하는 관점으로, 대한민국 내 정치·경제·사회·문화 및 경제학 지식 등 폭넓은 분야를 다루고 있으며 거기에 대한 논평과 해설을 제공한다. 중심이 되는 뉴스프로그램의 중심 진행자는 정규재이고 이외 부가 메뉴에서는 여러 게스트를 섭외한다.

### 정규재TV 체제
2012년 2월 13일 서울 한국경제신문 사옥 내에서 1인 미디어로 방송을 시작했다. 2014년 2월 초 누적조회수 1천만 회를 기록했으며 2015년 4월 8일 2천만 회를 돌파했다. 2014년 12월 전국경제인연합회가 주관한 시장경제대상 교육부문에서 대상을 수상했다.

### 정규재 뉴스 체제
이후 2015년 7월 1일부터 정규재 뉴스로 체제를 개편하였다. 종전 정규재TV 시절 콘텐츠를 '공부합시다' 메뉴로 통합하였으며, 정규재 1인의 시사 평론에 지상파의 뉴스보도 형식을 가미하여 시사성을 보강하였다. 또한 타 언론의 보도태도에 대한 비평으로 과장 및 왜곡에 대응한다는 취지를 내세우고 있다. 두 달의 시범운영 기간을 거친 뒤 2015년 9월 초부터 유료로 서비스를 시작하였다.
한국경제신문 산하 홈페이지를 기반으로 하고 있으며 이외에도 페이스북, 네이버 블로그, 유튜브, 트위터, 오픈캐스트, 아이튠 등의 여러 매체로도 열람이 가능하도록 서비스를 제공하고 있다. 매년 봄과 가을 2회 오프라인 모임을 개최하고 있다.

## 같이 보기
- 펜앤드마이크